# Roland Marais
Roland Pierre Marais (* um 1685 in Paris; † um 1750 ebenda) war ein französischer Gambist und Komponist.

## Leben
Roland Marais war das vierte von 19 Kindern des bekannten Gambisten Marin Marais, von denen mehrere bekannte Gambenspieler oder Lehrer waren. Roland Marais war der bekannteste unter ihnen. Er veröffentlichte zwei Sammlungen mit Werken für Gambe, die dem Stil der Werke des Vaters folgten, sowie eine Lehrmethode für Anfänger. Johann Joachim Quantz, der ihn 1729 hörte, bezeichnete ihn als einen geschickten Künstler.

## Werke
- Nouvelle méthode de musique pour servir d’introduction aux amateurs modernes (1711, verschollen)
- Règles d’accompagnement pour la basse de viole
- Premier Livre de Pièces de Viole (1735)
- Deuxième Livre de Pièces de Viole (1738)

## Diskografie (Auswahl)
- Pieces de Viole, Buch 2, Suiten 1–4 (1738), Solist Petr Wagner mit dem Ensemble Tourbillon (Accent, 2009)